# Ізобутан
Ізобутан (метилпропан, 2-метилпропан) C4H10 — вуглеводень класу алканів, ізомер нормального бутану (н-бутану).

## Фізичні властивості
Ізобутан — безбарвний газ без запаху, розчиняється в органічних розчинниках, з водою утворює кристалогідрати. Міститься в газовому конденсаті та нафтових газах. Горючий. Екологічні характеристики і пожежонебезпека: ODP HGWP GWP ГДК Клас небезпеки 4. Транспортування та зберігання: Заливають в залізничні цистерни, а також в балони, місткістю від 32 до 120 дм³, у контейнери і інші посудини, розраховані на тиск 2 МПа. Коефіцієнт заповнення 1,0 кг продукту на 1 дм³ місткості посудини. Перевозять будь-яким видом транспорту. Зберігають у складських приміщеннях, які забезпечують захист від сонячних променів.

## Отримання
У промисловості ізобутан отримують шляхом каталітичного крекінгу і гідрокрекінгу нафтових фракцій з подальшою ректифікацією, а також за допомогою каталітичної ізомеризації н-бутану.
Генетики з Університету Каліфорнії в Лос-Анджелесі вивели генетично модифікованих бактерій, які споживають вуглекислий газ і виробляють замість нього рідке паливо у вигляді ізобутанолу. Для реакції бактеріям потрібно лише сонячне світло.

## Застосування

### Холодоагент
Застосовується в холодильній промисловості як холодоагент (носить позначення R-600a), особливо для побутових холодильників. Не руйнує озоновий шар. Застосування ізобутану як холодоагенту дозволяє забезпечити знижене енергоспоживання. На холодильники, що працюють на горючих холодоагентах, яким є і ізобутан, поширюються додаткові вимоги безпеки. Вони повинні мати таку конструкцію, що при незапланованому витоку холодоагенту з системи у зонах розміщення електричних вузлів, які можуть ініціювати займання, не могла утворюватися вибухонебезпечні концентрація.

### Інші застосування
Завдяки високому октановому числу (100) ізобутан застосовується як компонент пального для двигунів внутрішнього згорання. Також ізобутан часто застосовується як наповнювач у балончиках з аерозолем. 
Зареєстрований як харчова добавка E943b.